# 阿爾特納普蒂姆山

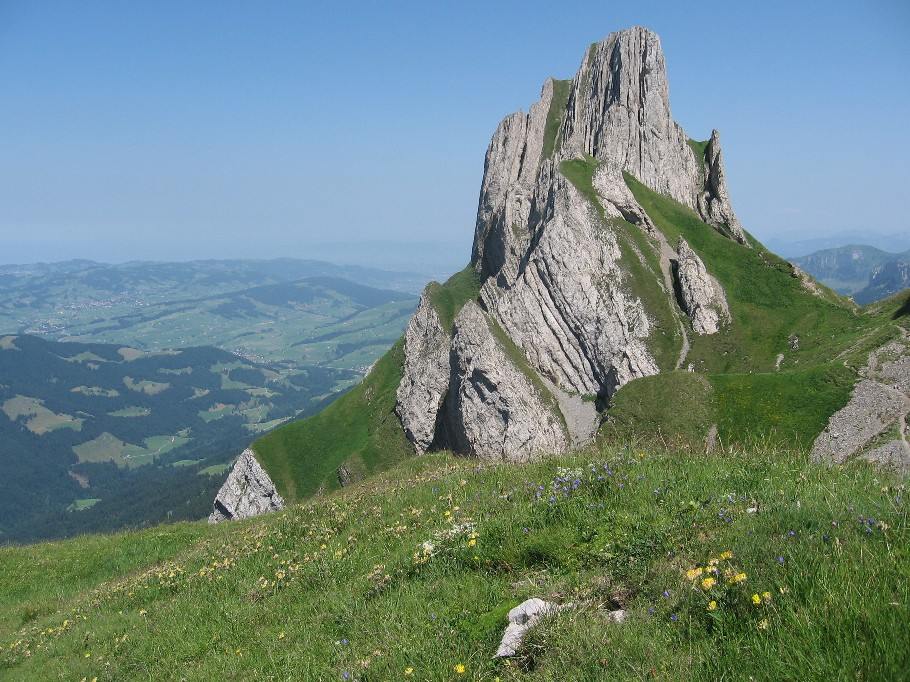

47°16′15″N 9°22′43″E / 47.2707°N 9.37850°E
阿爾特納普蒂姆山（德語：Altenalptürm），是瑞士的山峰，位於該國東北部，由內阿彭策爾州負責管轄，屬於阿彭策爾阿爾卑斯山脈的一部分，海拔高度2,033米，每年平均降雨量1,954毫米。